# دورج‌ستونی

نقشهٔ یک پرستشگاه دورج‌ستونی.

دورَج‌سُتونی (یونانی قدیم: ὁ δίπτερος، تلفظ: اُ دیپتِرُس) نوعی نیایشگاه یونانی است که در آن دورتادور بخش اصلی ساختمان نیایشگاه کاملاً با دو ردیف ستون احاطه شده‌باشد.
پرستشگاه‌های دورج‌ستونی شکل گسترده‌تر پرستشگاه‌های دورستونی هستند که در آن‌ها یک ردیف ستون گرداگرد ساختمان ساخته می‌شد.
از نمونه‌های این گونه نیایشگاه‌ها می‌توان به این دو اشاره کرد:
- نیایشگاه آرتمیس در اِفِسوس
- نیایشگاه آپولو در دیدیما